# 尚-弗朗索瓦·拉里歐斯
尚-弗朗索瓦·拉里歐斯（1956年8月27日—）是一名法國前職業足球員，司職中場。在70年代末和80年代初，他為法國國家隊出場17次，並射入5球。 
拉里歐斯作為聖伊天的球員成為1982年世界盃法國隊的一員。然而，在他與米高·柏天尼 (Michel Platini) 的妻子有染的謠言浮出水面後，他只打了兩場比賽。1983年，拉里奧斯加入蒙特利爾狂熱，成為為數不多的出現在北美足球聯賽中的法國球員之一。

## 外部連結
- NASL stats （页面存档备份，存于）